# Cobitis vettonica
Cobitis vettonica är en fiskart som beskrevs av Ignacio Doadrio och Perdices, 1997. Cobitis vettonica ingår i släktet Cobitis och familjen nissögefiskar. IUCN kategoriserar arten globalt som starkt hotad. Inga underarter finns listade i Catalogue of Life.